# Anton Steyerer

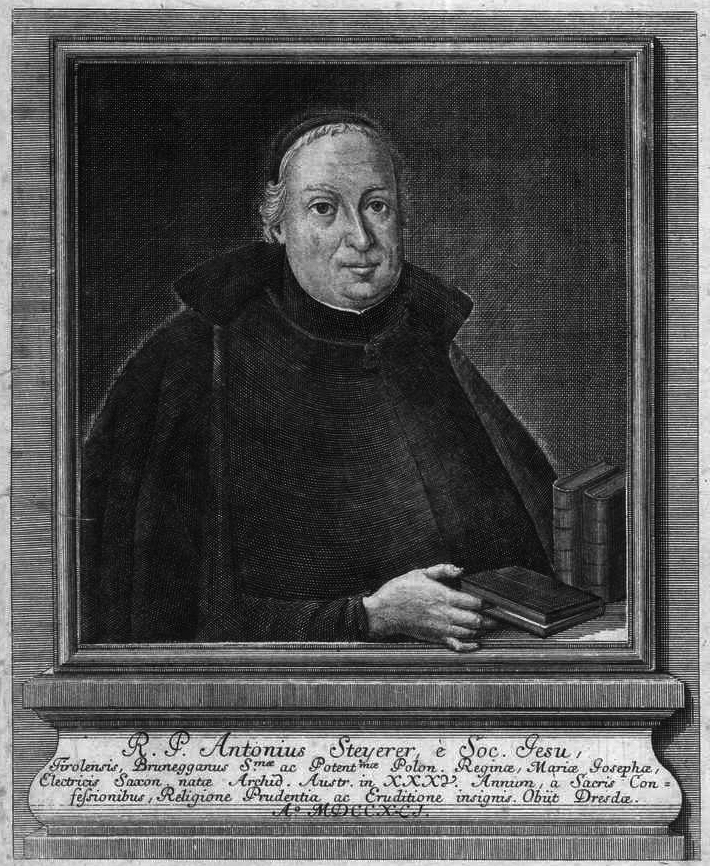
Anton Steyerer war Jesuit

Anton Steyerer, seltener auch Antonio oder Antonius bzw. Steyrer, Steierer oder Steurer (* 31. August 1673 in Bruneck, Tirol, Heiliges Römisches Reich; † 26. April 1741 in Dresden, Sachsen, Heiliges Römisches Reich), war ein österreichischer Theologe und Historiker.

## Jesuitischer Beichtvater

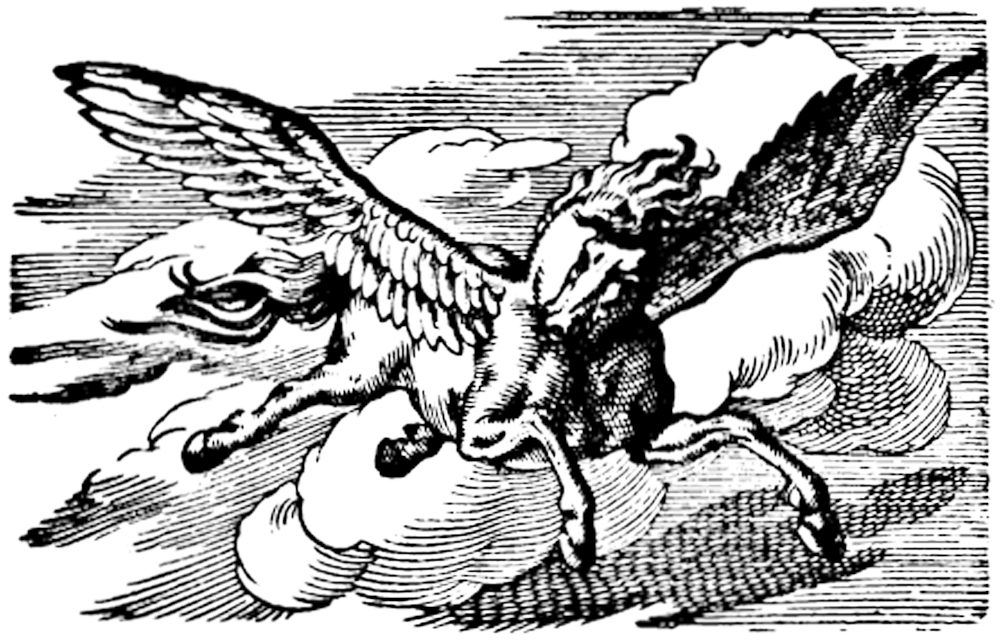
Steyerers bekanntestes Werk war sein „Alberto“ von 1725 (Titelbild der Commentarii pro historia Alberti II. ducis Austriae cognomento sapientis)

Im Alter von 17 Jahren trat Anton Steyerer 1690 in den Jesuitenorden ein und wurde nach Beendigung seiner Studien zum Priester geweiht. In Wien wurde er zunächst den beiden Töchtern des Kaisers Joseph I. – Maria Josepha und Maria Amalia – als Erzieher und Beichtvater gegeben. Nach Maria Josephas Heirat mit Friedrich August von Sachsen begleitete er sie 1719 nach Dresden und blieb dort ihr Beichtvater bis zu seinem Tode.

## Kritischer Historiker

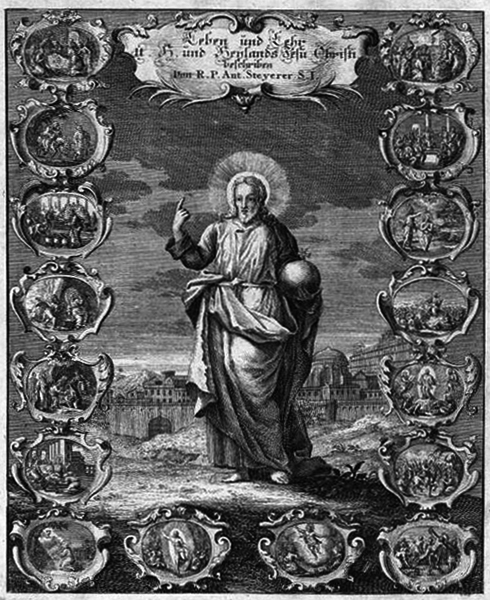
Anton Steyerer zeigte Megisers Unglaubwürdigkeit auf (Titelbild von Leben und Lehr Jesu Christi, 1745)

Neben seiner geistlichen Tätigkeit widmete sich Steyerer vor allem historischen Forschungen und Studien – vor allem der Geschichte Österreichs, Tirols und des Hauses Habsburg. Er war sehr fleißig und hinterließ reichhaltige Sammlungen. Er veröffentlichte relativ wenig und meist nur auf Latein, jedoch hinterließ er zahlreiche ungedruckte Handschriften, darunter auch unvollendete Abhandlungen.
Steyerer galt als wahrheitsliebend und gründlich. Er überprüfte und kommentierte zahlreiche Chroniken und Überlieferungen. In Steyerers bekanntestem Werk, seinem „Alberto“ (Commentarii pro historia Alberti II. ducis Austriae cognomento sapientis, Kommentare zur Geschichte Albrechts II. von Österreich), entlarvte er beispielsweise als Erster Hieronymus Megisers Geschichten über Margarete von Tirol als unhistorisch und Megisers Verzeichnisse der Landeshauptleute von Kärnten als so sehr fehlerhaft, dass sie nicht vertrauenswürdig seien. Zudem bezweifelte er die Echtheit jenes Briefes, in welchem Richard von Cornwall als römisch-deutscher Gegenkönig einst Ottokar II. von Böhmen mit Österreich, Steiermark und Kärnten belehnt haben soll. Zusammen mit anderen jesuitischen Geschichtsforschern wie Markus Hansiz und Erasmus Fröhlich trug Steyerer dazu bei, den im 18. Jahrhundert noch vorherrschenden Glauben an die Phantasien und Erfindungen Megisers und anderer früherer Chronisten zu erschüttern.
Einer der eifrigsten Mitarbeiter Steyerers war der steirische Jesuit Sigismund Pusch, der auch mit Erasmus Fröhlich zusammenarbeitete.

## Werke (Auswahl)
- Commentarii pro historia Alberti II. ducis Austriae cognomento sapientis (1725)
- Leben und Lehr(e) Jesu Christi (1745)
- Collectanea historica (unveröffentlichte Handschrift)
- Syllabus Bullarum, Diplomatum, Literarum et aliorum documentorum (unveröffentlichte Handschrift)
- Matricula Jurisdictionis Episcopatus Misnensis in Saxonia de anno 1346 (unveröffentlichte Handschrift)
- Collectaneen zur österreichischen Geschichte von Rudolph I. bis Friedrich IV. (unveröffentlichte Handschrift)
- Ursprung und Genealogie des Hauses Österreich (unveröffentlichte Handschrift)